# Comarca de Logroño
La Comarca de Logroño, La Rioja (España). En la región Rioja Media, de la zona de Valle.
N.º de municipios: 32
Superficie: 861,18 km²
Población (2009): 192.756 habitantes
Densidad: 223,83 hab/km²
Latitud media: 42°23′1″ N
Longitud media: 2°22′57″ O
Altitud media: 536,3 m s. n. m.

## Municipios de la comarca
Agoncillo,
Albelda de Iregua,
Alberite,
Alcanadre,
Arrúbal,
Ausejo,
Cenicero,
Clavijo,
Corera,
Daroca de Rioja,
El Redal,
Entrena,
Fuenmayor,
Galilea,
Hornos de Moncalvillo,
Lagunilla del Jubera,
Lardero,
Logroño,
Medrano,
Murillo de Río Leza,
Nalda,
Navarrete,
Ocón,
Ribafrecha,
Robres del Castillo,
Santa Engracia del Jubera,
Sojuela,
Sorzano,
Sotés,
Torremontalbo,
Ventosa,
Villamediana de Iregua

## Demografía
| Municipio                 | Población | Superficie | Densidad | Pedanías y despoblados                                                                         |
| ------------------------- | --------- | ---------- | -------- | ---------------------------------------------------------------------------------------------- |
| Agoncillo                 | 1.103     | 34,73      | 33,77    | Recajo y San Martín de Berberana                                                               |
| Albelda de Iregua         | 3.319     | 23,03      | 141,95   |                                                                                                |
| Alberite                  | 2.426     | 20,24      | 126,58   |                                                                                                |
| Alcanadre                 | 695       | 31,08      | 22,55    |                                                                                                |
| Arrúbal                   | 484       | 7,35       | 64,49    |                                                                                                |
| Ausejo                    | 815       | 56,58      | 15,89    |                                                                                                |
| Cenicero                  | 2.013     | 31,76      | 64,67    |                                                                                                |
| Clavijo                   | 294       | 19,66      | 14,34    | La Unión de los Tres Ejércitos                                                                 |
| Corera                    | 249       | 8,20       | 33,66    |                                                                                                |
| Daroca de Rioja           | 50        | 11,29      | 4,69     |                                                                                                |
| El Redal                  | 140       | 8,41       | 17,24    |                                                                                                |
| Entrena                   | 1.501     | 21,03      | 73,28    |                                                                                                |
| Fuenmayor                 | 3.108     | 34,29      | 92,04    | Barrio de la Estación                                                                          |
| Galilea                   | 340       | 9,72       | 37,55    |                                                                                                |
| Hornos de Moncalvillo     | 91        | 7,40       | 11,62    |                                                                                                |
| Lagunilla del Jubera      | 309       | 34,30      | 9,01     | Ventas Blancas, Villanueva de San Prudencio y Zenzano                                          |
| Lardero                   | 9.620     | 20,36      | 457,07   |                                                                                                |
| Logroño                   | 150.876   | 79,55      | 1910,27  | El Cortijo, La Estrella, Varea y Yagüe                                                         |
| Medrano                   | 309       | 7,46       | 42,09    |                                                                                                |
| Murillo de Río Leza       | 1.683     | 46,06      | 37,10    |                                                                                                |
| Nalda                     | 960       | 24,60      | 38,98    | Islallana                                                                                      |
| Navarrete                 | 2.919     | 28,49      | 103,72   |                                                                                                |
| Ocón                      | 280       | 60,92      | 4,81     | Aldealobos, Las Ruedas de Ocón, Los Molinos de Ocón, Oteruelo, Pipaona y Santa Lucía           |
| Ribafrecha                | 1.003     | 34,58      | 29,29    |                                                                                                |
| Robres del Castillo       | 31        | 35,88      | 0,84     | Dehesillas, Buzarra, Oliván, Valtrujal y San Vicente de Robres                                 |
| Santa Engracia del Jubera | 169       | 86,07      | 1,85     | Bucesta, El Collado, Jubera, Reinares, San Bartolomé, San Martín, Santa Cecilia y Santa Marina |
| Sojuela                   | 278       | 15,15      | 19,01    |                                                                                                |
| Sorzano                   | 226       | 10,23      | 24,24    |                                                                                                |
| Sotés                     | 297       | 14,60      | 19,83    |                                                                                                |
| Torremontalbo             | 12        | 4,96       | 3,02     |                                                                                                |
| Ventosa                   | 176       | 9,63       | 17,55    |                                                                                                |
| Villamediana de Iregua    | 7.696     | 20,42      | 371,65   | Puente Madre                                                                                   |

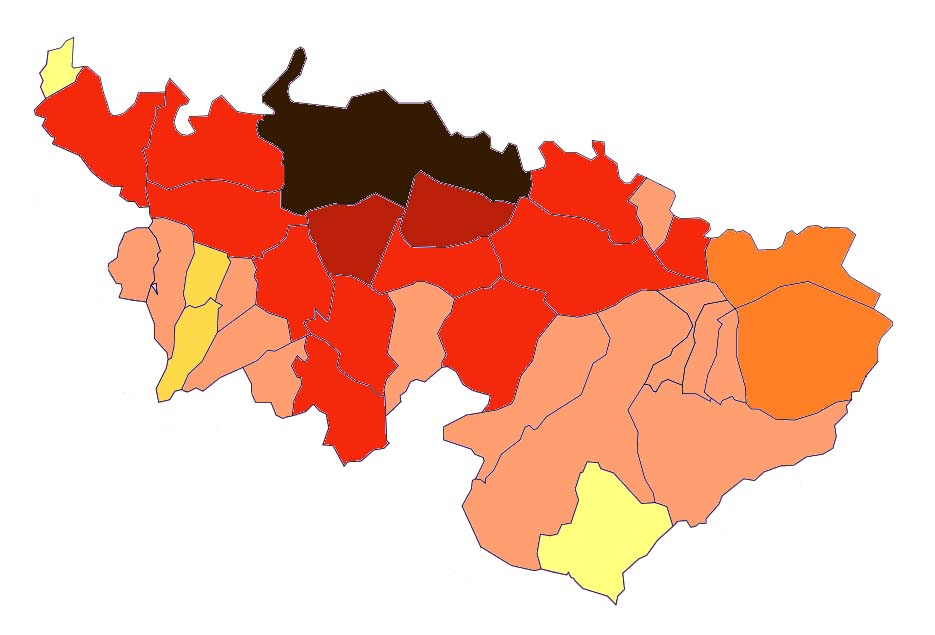
Distribución demográfica de la comarca de Logroño

| Gráfica de evolución demográfica de la comarca de Logroño sin el municipio de Logroño entre 1900 y 2016  |
| |
| Población de derecho según los censos de población del INE. Población según el padrón municipal de 2016. |

La comarca de Logroño ha sido históricamente una zona de localidades de tamaño medio-grande, gracias a que el valle del Ebro, así como los cursos bajos de los ríos Iregua, Leza y Jubera, hacían de esta zona una tierra de gran riqueza agrícola, que hacía que estos municipios tuviesen una economía pujante. Por ello en el año 1900 la gran mayoría de sus municipios superaba los 1000 habitantes y prácticamente todos superaban los 500 habitantes.
Pero la evolución demográfica de la comarca ha sido muy desigual entre las zonas del valle y las zonas de sotomonte y montaña. Mientras las zonas del valle del Ebro y las zonas bajas del valle del Iregua y el Leza, han mantenido su población en una tendencia constante incluso creciente, las zonas de pie de monte y montaña han perdido población de una manera estrepitosa. Por ello si excluimos el municipio de Logroño de la dinámica demográfica de la comarca, podemos observar que esa pérdida de población de los municipios de la Sierra de la Hez y de Moncalvillo se compensa con el crecimiento demográfico de los municipios del valle del Ebro, haciendo que la tendencia demográfica total sea de un estancamiento demográfico constante.
Esto cambia desde la década de los 2000 cuando el aumento de los precios del suelo en Logroño, hace que mucha gente opte por trasladarse a vivir a los municipios del entorno metropolitano de Logroño dónde la vivienda es mucho más económica (en especial Lardero y Villamediana). De esta manera se produce un aumento demográfico sin precedentes, ya que incrementa en más de un tercio la población comarcal. A esto hay que sumarle la deslocalización de las industrias situadas en Logroño (antiguos polígonos de Cascajos y Yagüe) a localidades cercanas como Agoncillo, Arrúbal, Albelda, Villamediana, etc. que también hacen más fácil que los trabajadores de las mismas vivan en dichas localidades u otras cercanas.

Finalmente se puede observar que Logroño genera un efecto concéntrico sobre la comarca, de manera que los municipios a medida que se alejan de la capital pierden población.
| Gráfica de evolución demográfica de la comarca de Logroño incluyendo el municipio de Logroño entre 1900 y 2016 |
| |
| Población de derecho según los censos de población del INE. Población según el padrón municipal de 2016.       |

## Orografía

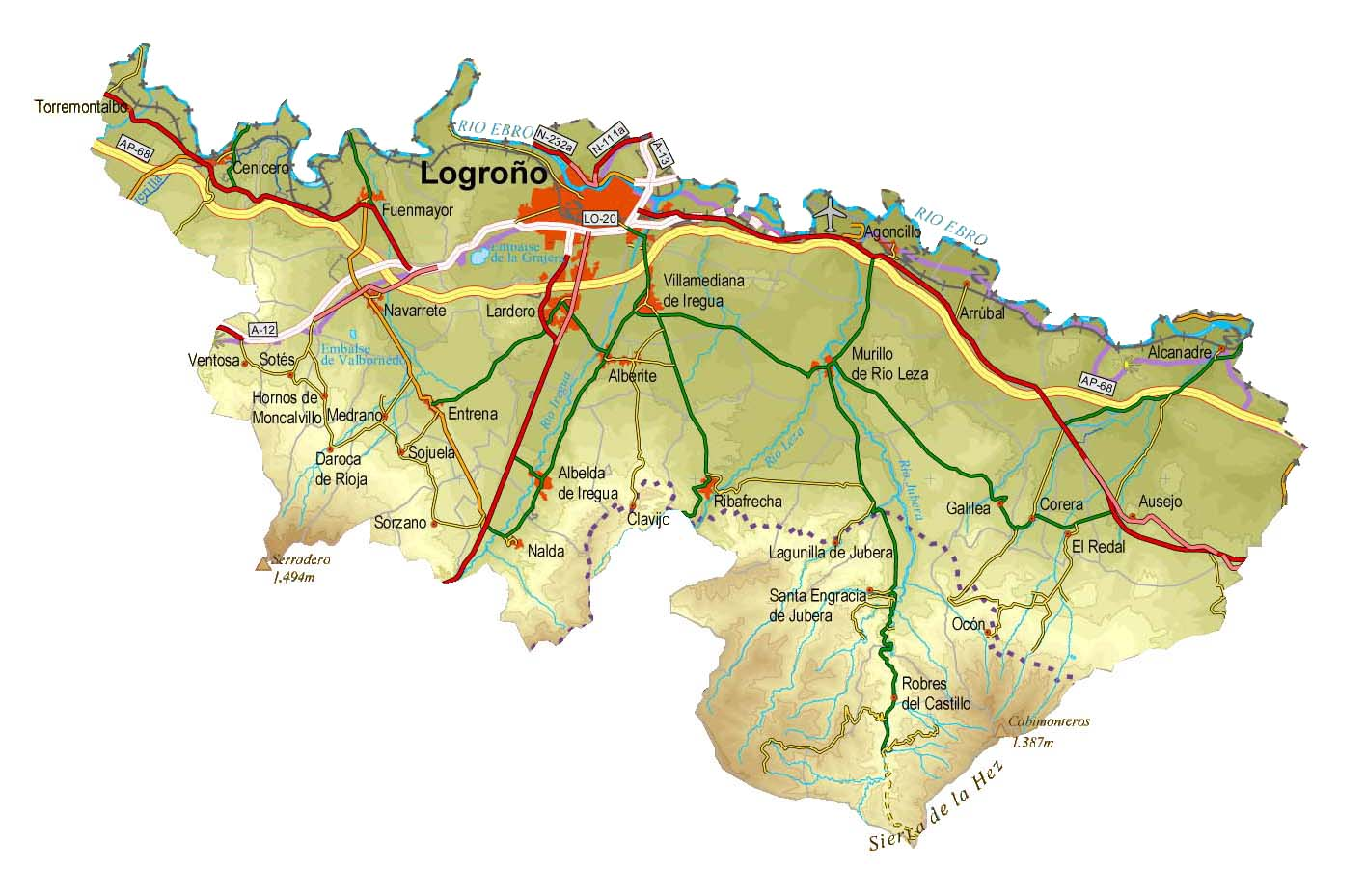
Mapa orográfico de la comarca de Logroño

La comarca de Logroño se sitúa en el tramo medio del curso del Ebro a su paso por La Rioja así como los cursos bajos del Iregua y el Leza, y la totalidad del curso del Jubera. La mayor parte de la comarca es de valle, es decir terrenos llanos y agrícolas, pero también encontramos los pies de las sierras del Camero Nuevo y Viejo, así como la totalidad de la sierra de la Hez.